# معركة سيسا
 معركة سيسا  هي جزء من الحرب البونيقية الثانية. نشبت في خريف عام 218 ق.م، في جنوب مدينة طركونة في شمال شرق شبه الجزيرة الأيبيرية. وفيها هزم جيشاً رومانياً بقيادة سكيبيو الأصلع جيشاً قرطاجياً بقيادة هانو بن صدربعل العادل، وبالتالي سيطر الرومان على المنطقة شمال نهر أبرة، والتي أخضعها حنبعل قبل بضعة أشهر في صيف عام 218 ق.م. كانت هذه أول معارك الرومان في أيبيريا ضد القرطاجيين.

## الوضع الاستراتيجي
وبعد الحصار الناجح لساغونتو، استراح جيش حنبعل. ثم في صيف عام 218 ق.م، بدأ رحلته لغزو إيطاليا مع 46,000 جندي و 10,000 فارس، وأمضى الصيف في إخضاع المنطقة الواقعة شمال نهر أبرة. بعد إخضاع القبائل الإيبيرية، عبر حنبعل جبال البرانس متجها نحو بلاد الغال لمواصلة مسيرته نحو إيطاليا، وترك قوات لحراسة المناطق التي احتلت حديثا، وأعاد 10,000 جندي إلى الوطن.

## الاستعدادات الرومانية
في عام 219 ق.م.، أصبح تحت إمرة بابليوس سكيبيو 4 فيالق (8,000 جندي مشاة روماني و 14,000 جندي من حلفائهم مع 600 فارس روماني و 1,600 فارس حليف) وأبحر إلى أيبيريا. إلا أن القبائل الغاليّة في شمال إيطاليا هاجمت المستعمرات الرومانية هناك، مما تسبب في خسارته لجزء من قواته التي انتشرت هناك، وأرسلوا إليه فيالق جديدة لتحل محلها، وتأخير في الرحيل.
بينما كان حنبعل يعبر بلاد الغال، عسكر بابليوس سكيبيو مع جيشه في مدينة ماسيليا الحليفة. ثم بعث سرية من الفرسان للاستطلاع شمالاً عند الضفة الشرقية لنهر الرون، والتي اشتبكت مع قوة مماثلة من الفرسان النوميديين وهزمتها. إتجه سكيبيو شمالاً، في حين سار حنبعل شرقا نحو جبال الألب. وعندما وصول سكيبيو إلى حيث كان حنبعل يعسكر، وعلم أنه على مسيرة 3 أيام، لذا قررت إرسال قواته إلى أيبيريا تحت قيادة شقيقه الأكبر جنايوس سكيبيو الأصلع، في حين عاد هو بنفسه إلى شمال إيطاليا لتنظيم دفاعاتها ضد حنبعل.

## الوضع قبل المعركة
كان تحت إمرة صدربعل برقا الشقيق الأصغر لحنبعل، 12,650 جندي مشاة و 2,550 فارس و 21 فيلاً للدفاع عن المستعمرات القرطاجية جنوب نهر أبرة. بينما كان مع هانو بن صدربعل العادل (ابن شقيقة حنبعل) 10,000 جندي مشاة و 1,000 فارس لحامية الأراضي التي احتلت حديثا شمال نهر أبرة.
أبحر سكيبيو الأصلع، مع 20,000 جندي من الرومان وحلفائهم و2,200 فارس على متن 60 سفينة، من ماسيليا إلى طركونة، وبدأت سكيبيو في التحالف مع القبائل الإيبيرية شمال نهر أبرة. وعندما علم صدربعل برقا بالحملة الرومانية، سار شمالاً مع جيش من 8,000 جندي و 1,000 فارس للانضمام لهانو.

## المعركة
تفاجأ هانو تماما بوصول الرومان إلى أيبيريا. بدأت سيطرة القرطاجيين على القبائل الإيبيرية التي احتلت أراضيها حديثا تزول بسبب أنشطة سكيبيو، لذا قرر أن يقاتل الرومان. سار هانو وهاجم الرومان شمال طركونة، بالقرب من مكان يسمى «سيسا». لم تكن هناك مناورات أو كمائن، ولكن إصطف الجيشين ثم تواجها. ولما كانت قوات الرومان ضعف قوات هانو، هُزم هانو بسهولة، وفقد 6,000 جندي في المعركة، وعلاوة على ذلك، تمكن الرومان من الاستيلاء على المعسكر القرطاجي، وأسروا 2,000 جندي كما أسر هانو نفسه. كان المعسكر يحتوي على كل الأمتعة التي خلفها حنبعل. اقتحم الرومان أيضا بلدة سيسا، ولكن أصابهم الإحباط عندما لم يجدوا ما يغنموه.

## النتائج
أصبح سكيبيو الأصلع سيداً للمنطقة شمال نهر أبرة. وصل صدربعل برقا في وقت متأخر جدا لمساعدة هانو وأصبحت قواته غير كافية لمهاجمة الرومان وتراجع صدربعل برقا إلى قرطاجنة جنوب نهر أبرة.
لو أن هانو كان انتصر في المعركة، لربما كان من الممكن لحنبعل الحصول على تعزيزات من أيبيريا قبل عام 217 ق.م. بعد ذلك، بدأ سكيبيو في تحصين مواقعه، وإخضاع أو التحالف مع القبائل الأيبيرية والإغارة على القرطاجيين.